# Condado de Hardeman (Tennessee)
O Condado de Hardeman é um dos 95 condados do Estado americano do Tennessee. A sede do condado é Bolivar, e sua maior cidade é Bolivar. O condado possui uma área de 1 736 km² (dos quais 7 km² estão cobertos por água), uma população de 28 105 habitantes, e uma densidade populacional de 16 hab/km² (segundo o censo nacional de 2000). O condado foi fundado em 1823.